# 振鉾
振鉾（えんぶ、延鉾とも）は、舞楽の演目の一つ。舞人達が、舞台で鉾を振るう演目。舞楽の上演に先立ち、舞台を清める為に行われる、儀式的要素の強いものである。左方の舞人がまず鉾を振るう「一節」、続いて右方の舞人が鉾を振るう「二節」、そして左右両方の舞人が同時に振るう「三節」の三段階を採り、三節目は「合わせ鉾」とも呼ばれる。伴奏にも「乱声」と呼ばれる特殊な演奏形式が採用される。

## 由来
周の武王が殷の帝辛（紂王）を滅ぼした際、左手に黄金の鉞、右手に白い毛の牛の体毛を付けた旗を持ち、天下泰平を誓ったというエピソードに由来すると「教訓抄」は伝えている。